# Richia cyminopristes
Richia cyminopristes är en fjärilsart som beskrevs av Dyar 1912. Richia cyminopristes ingår i släktet Richia och familjen nattflyn. Inga underarter finns listade.